# Catástrofe malthusiana
A catástrofe malthusiana é uma previsão de um retorno forçado para as condições de subsistência, uma vez que o crescimento populacional ultrapasse a produção agrícola - o que significa que haverá muitas pessoas e alimentos insuficientes. Ela foi desenvolvida por Thomas Robert Malthus.